# Warenhaus Landauer (Heilbronn)

Kaiserstraße 46 (rechts) und 48 (links) in Heilbronn, Foto von 1907

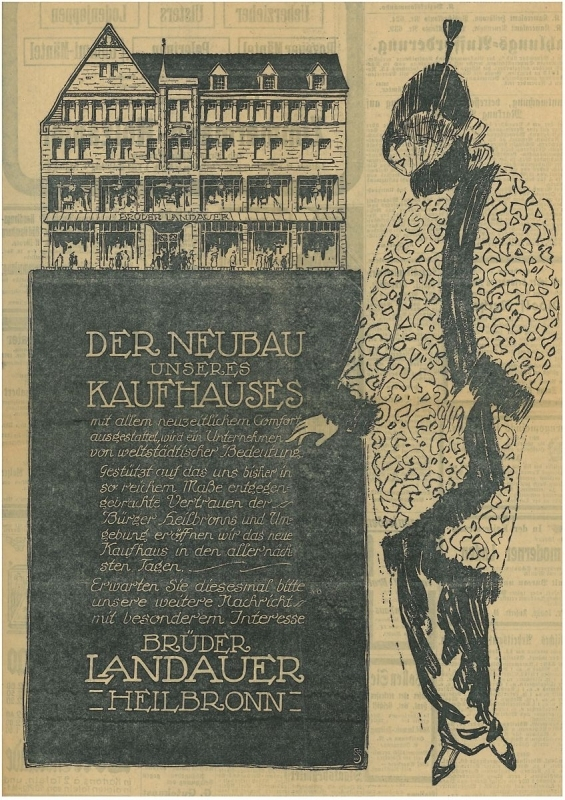
Anzeige für das Kaufhaus Landauer von 1913 mit Ansicht des umgebauten Gebäudes

Das Warenhaus Landauer in der Kaiserstraße in Heilbronn bestand ab 1911 bis zur zweiten Hälfte der 1930er Jahre. Das Gebäude geht auf zwei Geschäftshäuser in der Kaiserstraße 46 und 48 zurück, die 1905/06 nach Plänen der Architekten Emil Beutinger und Adolf Steiner (Nr. 46) und Adolf Braunwald (Nr. 48) erbaut und 1913 zu einem Gebäude vereinigt wurden. Die jüdischen Besitzer erwarben 1928 außerdem noch ein Geschäft im Nachbargebäude Nr. 44. Das Warenhaus wurde 1936 „arisiert“ und von dem Kaufmann Andreas Beilharz übernommen. Die Gebäude wurden beim Luftangriff vom 4. Dezember 1944 zerstört.

## Geschichte
Vor der Umgestaltung der Kaiserstraße zur Durchgangsstraße 1897 hatte das Anwesen an der Kaiserstraße 48 die Adresse Präsenzgasse 8 getragen. Bei der Häuserzählung 1855 erhielt es die Nummer 33A. Der einst dort befindliche Bau war ein traufständiges, klassizistisches Gebäude mit Zwerchhaus. In der Kaiserstraße 46 (früher Präsenzgasse 6, Häuserzählung 1855: Nr. 25) war einst das Pfarrhaus des ersten Stadtpfarrers, das 1474 die Stadt als Predigerwohnung erwarb. 1863 kam der fränkische Fachwerkbau in Privatbesitz.
Nach dem Umbau der Kaiserstraße wurden auf vielen der alten Grundstücke repräsentative Gebäude der Zeit errichtet. An der Kaiserstraße 48 wurde 1905/06 nach Plänen des Architekten Braunwald ein Geschäftshaus für die Kaufleute Emil und Reinhold Joos erbaut. In dem Gebäude befanden sich das Immobilien- und Hypothekengeschäft Joos und das Warenhaus Gustav Barasch. Die Schaufensterfassade gestaltete der Kunstschmied August Stotz. Zur gleichen Zeit ließ der Kunsthändler Heinrich Grünwald auf dem rechten Nachbargrundstück (Kaiserstraße 46) ein Geschäftshaus nach Plänen der Architekten Beutinger und Steiner errichten. Es hatte eine Fassade mit gelblich-weiß geflammtem Sandstein aus Klingenmünster. Im Erdgeschoss befanden sich Schaufenster neben einem Durchfahrtstor. Das zweite Obergeschoss wies zwischen Doppelsäulen breite Fenster mit vorkragenden Balkons auf, während es im dritten und vierten Obergeschoss Doppelfenster gab, die durch schmale Pfeiler unterteilt und teilweise mit Balkons versehen waren. Das Gebäude wurde vielfach rezipiert. Die Architekten Beutinger und Steiner planten auch das gleichzeitig erneuerte und links an die Gebäudegruppe Kaiserstraße 46/48 anschließende Haus Fleischmann in der Kaiserstraße 50.
1911 wurde das Warenhaus Barasch von der Firma Landauer übernommen. Die jüdischen Inhaber Max Kaufmann, Sigmund Kaufmann sowie Louis Landauer (Stuttgart) und Karl Landauer (Göppingen) erwarben auch das Nachbargebäude Kaiserstraße 46 und ließen die Gebäude baulich verbinden. Den Umbau plante der Architekt Ludwig Bauer. Dabei erhielt das Gebäude Nr. 46 eine dem bisherigen Kaufhaus angepasste Fassadengestaltung, während man die Originalfassade des Gebäudes Nr. 46 in der Roßkampffstraße 4 nochmals verwendete, wo sie inzwischen unter Denkmalschutz steht.
1928 erwarben die Brüder Landauer auch noch das Geschäft für Damen- und Kinderkonfektion von Max Mayer und seiner Frau Frieda Adler im benachbarten Haus Kaiserstraße 44, das 1899 zusammen mit dem Haus Kaiserstraße 42 als Doppelhaus für die Erben des Andreas Mössinger nach Entwürfen von Heinrich Stroh erbaut worden war.
Die Nationalsozialisten riefen vor dem Kaufhaus Landauer wie auch vor anderen jüdischen Geschäften in Heilbronn am 1. April 1933 zum Judenboykott auf. Am 25. April 1933 wurde gegen 17.15 Uhr ein Bombenanschlag auf das jüdische Kaufhaus verübt. Im Rahmen der „Arisierung“ 1938 übernahm der Kaufmann Andreas Beilharz das Kaufhaus.
Das Gebäude wurde im Zweiten Weltkrieg zerstört. Von 1945 bis 1951 fand ein Rückerstattungsverfahren für das Kaufhaus Kaiserstraße 46–48 (Vorbesitzer: Max Kaufmann) statt. Dieses endete mit einer Abfindungszahlung durch die Stadt und Andreas Beilharz im Rahmen eines Vergleichs. Beilharz, der das Anwesen von der Stadt erwarb, ließ an selber Stelle in der Kaiserstraße 46–48 ein neues Kaufhaus errichten, das bis zum Jahr 2000 dort firmierte. Das Beilharz-Kaufhausgebäude wurde 2007 zugunsten des 2009 eröffneten Einkaufszentrums Klosterhof abgerissen.

Schaufensterfassade des Warenhauses Barasch um 1910
Eingangsbereich des Warenhauses Barasch um 1910